# Malo Bonjince
Malo Bonjince (cirill betűkkel Мало Боњинце) egy falu Szerbiában, a Piroti körzetben, a Babušnica községben.

## Népesség
- 1948-ban 462 lakosa volt.
- 1953-ban 409 lakosa volt.
- 1961-ben 376 lakosa volt.
- 1971-ben 274 lakosa volt.
- 1981-ben 201 lakosa volt.
- 1991-ben 159 lakosa volt
- 2002-ben 115 lakosa volt,[1] akik közül 113 szerb (98,26%), 1 macedón és 1 ismeretlen.[2]